# Aldora
Aldora – miasto w Stanach Zjednoczonych, w stanie Georgia, w hrabstwie Lamar.